# Fernando Coimbra
Fernando Coimbra (Ribeirão Preto, 1976) és un director i guionista de cinema brasiler.

## Biografia
Va estudiar cinema a l'Escola de Comunicações e Artes da Universidade de São Paulo (ECA-USP), on es va graduar el 1999.
Va començar la seva carrera dirigitnt curtmetratges com Trópico das Cabras (2007), A Garrafa do Diabo (2009) i Magnífica Desolação (2010).
El 2013 va dirigir el seu primer llargmetratge, el thriller O Lobo Atrás da Porta, amb el qual va obtenir el Grande Prêmio do Cinema Brasileiro de 2015 (millor llargmetratge de ficció; millor actriu, per Leandra Leal; millor actriu secundària, per Thalita Carauta; millor direcció, per Fernando Coimbra; millor guió original, per Fernando Coimbra; millor direcció de fotografia, per Lula Carvalho; millor muntatge de ficció, per Karen Akerman). També va rebre el premi Horizontes, en la categoria Horizontes Latinos del Festival Internacional de Cinema de Sant Sebastià, el premi Mayahuel al millor director al Festival Internacional de Cinema a Guadalajara de 2014. Fou nominat al Directors Guild of America Award a la millor direcció de l'òpera prima. Fou el gran vencedor del 31è Festival Internacional de Cinema de Miami, el 2014, i va rebre el Primer Premi Coral, en la secció Opera Prima (dedicada als primers llargmetratges de llurs directors) del 35è Festival Internacional del Nou Cinema Llatinoamericà de l'Havana.
Em 2015, va dirigir dos episodis de la primera temporada de la sèrie de TV Narcos.
El gener de 2017, el seu projecte Os enforcados (The Hanged) fou inclòs entre els quatre guanyadors del Sundance Institute Global Filmmaking Award, un guardó destinat a donar suport a la realització de projectes de joves cineastes independents. Os enforcados és una comèdia negra, ambientada a la ciutat de Rio de Janeiro, a l’inframón del jogo do bicho. El guió de la pel·lícula ja havia estat seleccionat el 2015, juntament amb altres 14 projectes, durant els Directors and Screenwriters Labs, un programa de residència artística patrocinat per l’Institut Sundance, amb l’objectiu de donar suport a directors i guionistes emergents.
Encara el 2017, va estrenar la seva primera pel·lícula en anglès, Sand Castle (Castelo de areia), sobre la guerra de l'Iraq, protagonitzada per Henry Cavill i Nicholas Hoult. la pel·lícula fou distribuïda per Netflix.
El 2019 va començar a treballar en la producció estatunidenca Girl Named Sue, amb Shailene Woodley en el paper titular.

## Filmografia

### Director
- O retrato de Deus quando jovem (1996) - curtmetratge
- Trópico das Cabras (2007) - curtmetratge
- A Garrafa do Diabo (2009) - curtmetratge
- Magnífica Desolação (2010) - curtmetratge
- O Lobo Atrás da Porta (2013) - llargmetratge
- Narcos – sèrie de TV, 2 episodis (2015)
- Sand Castle (Castelo de areia) - (2017) llargmetratge

### Guionista
- O Retrato de Deus Quando Jovem (1996)
- Trópico das Cabras (2007)
- A Garrafa do Diabo (2009)
- O Lobo atrás da Porta (2013)